# خلیل علاوی
خلیل علاوی (انگلیسی: Khalil Allawi؛ زادهٔ ۶ سپتامبر ۱۹۵۸) یک بازیکن فوتبال اهل عراق است.
وی همچنین در تیم ملی فوتبال عراق بازی کرده است.